# Georg Niehenck (Theologe)
Georg Niehenck, auch Georg Neuhenck (* 1. September 1618 in Lüneburg; † 25. Mai 1714 in Rostock) war ein deutscher evangelisch-lutherischer Theologe und Pädagoge.

## Leben
Georg Niehenck wurde geboren als Sohn des Kaufmanns Heinrich Niehenck und dessen Frau Elisabeth, geb. Paris. Er studierte 1649 an der Universität Greifswald und wurde 1658 an der Universität Rostock immatrikuliert.
Ab 1661 wirkte Niehenck als Konrektor und von 1669 bis 1684 als Rektor der Großen Stadtschule Rostock. Anschließend war er Diakon und seit 1696 Pastor an St. Petri in Rostock. 1699 wechselte er als Pastor an die Marienkirche. Georg Niehenck war lange Zeit Vertreter in der Hospitalkirche zum Heiligen Geist und der letzte Pastor in Rostock, der Missingsch, eine Mischung von Hoch- und Niederdeutsch, predigte.
Ein Enkel Niehencks war der gleichnamige Kirchenhistoriker Georg Niehenck.